# Benninger
Benninger Textile Systems est une fabrique de machines textiles, fondée en 1859, dont le siège est à Uzwil, dans le canton de Saint-Gall.
En 2005, elle a fait un chiffre d'affaires annuel de 250 millions de CHF avec environ 700 employés.